# Pudgy Stockton
Pudgy Stockton, właśc. Abbye Stockton (ur. 11 sierpnia 1917, zm. 26 czerwca 2006) – amerykańska atletka i kulturystka, prekursorka kobiecej kulturystki.

## Życiorys
Abbye Stockton urodziła się 11 sierpnia 1917 roku w Kalifornii. Jak niemal każda młoda dziewczyna tamtych czasów niewiele wiedziała o sportach siłowych, nie była nimi zainteresowana oraz nie posiadała do nich większych predyspozycji (52 kg wagi i 157 cm wzrostu). Jednak po przeprowadzce do Santa Monica poznała Lesa Stocktona – swojego przyszłego męża. Stockton – wysportowany student uniwersytetu kalifornijskiego – "zaraził" ją gimnastyką i akrobatyką oraz ćwiczeniami z ciężarami, które obydwoje uprawiali na kalifornijskich plażach Santa Monica. Młodą adeptkę sportów siłowych szybko zauważyły media. Zaczęła pojawiać się na okładkach czołowych magazynów tamtej epoki, zarówno branżowych (Strength & Health) jak i o tematyce ogólnej (Life). Pokazywano ją w kronikach filmowych, występowała w reklamach (np. witamin), pozowała do zdjęć z czołowymi kulturystami tamtych czasów – Johnem Grimkiem i Steve’em Reevesem.
W 1944 roku Stockton zaczęła publikować na łamach magazynu  Strength & Health – wówczas najbardziej popularnego magazynu fitness na świecie – cykliczną kolumnę pt. „Barbelles”, poświęconą treningowi kobiet.
Była współorganizatorka pierwszych w historii kobiecych zawodów w podnoszeniu ciężarów na których uzyskała w trójboju łączny wynik 154 kg (wyciskanie – 45 kg, rwanie – 47,5 kg, podrzut 61 kg). Kulturystyczne zawody sylwetkowe kobiet w tamtym okresie jeszcze nie istniały, niemniej jednak Abby posiadała tytuł "Miss Physical Culture Venus" przyznany jej w 1948. W 2000 roku jej nazwisko znalazło się Galerii Sław IFBB.

## Życie prywatne
Abbye wraz ze swoim mężem Lesm dożyli blisko 90-tki. Abbye zmarła w wieku 88 lat (w 2006 roku) z powodu powikłań związanych z chorobą Alzheimera. Dwa lata wcześniej zmarł na raka Les. Pozostawili córkę.